# Leucocoprinus badhamii
Leucocoprinus badhamii är en svampart som först beskrevs av Berk. & Broome, och fick sitt nu gällande namn av Marcel Locquin 1943. Leucocoprinus badhamii ingår i släktet Leucocoprinus och familjen Agaricaceae.   Inga underarter finns listade i Catalogue of Life.
I den svenska databasen Dyntaxa används istället namnet Leucoagaricus badhamii för samma taxon.  Arten är reproducerande i Sverige.